# Colonia San Bartolomé
Colonia San Bartolomé é um município da província de Córdova, na Argentina.